# Bohumila Dubňanská
Bohumila Brabcová-Gallerová křtěná Bohumila Růžena (15. června 1883 Dubňany – 25. listopadu 1966 Praha) byla moravská spisovatelka píšící i slováckým nářečím a dramatička (pseudonym Míla Dubňanská).

## Životopis
Rodiče Bohumily byli Vincenc Galler (1848–1914), horní úředník z Dubňan a Bohumila Gallerová-Pletichová (1851–1924) z Příbrami. Měla sedm sourozenců: Kamilu Gleichovou-Gallerovou (17. 7. 1872), Ing. Karla Gallera (1874–1938), Ing Gustava Gallera (1877–1942), Marii Gallerovou (1. 7. 1888), Annu Levou-Gallerovou (8. 7. 1890), Vincence Gallera (15. 12. 1892) a Arnošta Gallera. Bohumila Gallerová se provdala za Jana Brabce a měla s ním tři dcery Bohumilu Brabcovou, Ludmilu Brabcovou a Jarmilu Brabcovou.
Bohumila Brabcová otiskla své první literární práce v roce 1912 v časopisu Lada. Fejetony a články přispívala do příloh Národní politiky, Národních listů, Světozoru, Zlaté Prahy aj. Dějištěm jejích románů z hornického prostředí a venkovského života se stalo Moravské Slovácko. Po smrti manžela v roce 1942 se odstěhovala do Olešné u Rakovníka. Po válce se vrátila do Prahy.

## Dílo

### Básně
- Vládci hor: recitační pohádky mládeži; ilustrovala Lída Brabcová – Praha: nákladem vlastním, 1936

### Dramata
- Malérečka: původní veselohra z Moravského Slovácka o 3 jednáních – Praha: Moderní knihkupectví a nakladatelství Evžena K. Rosendorfa, 1924
- V nebeské říši: Veršovaná humorná hra pro děti o 1 jednání s předehrou a dohrou – Praha: Švejda, 1925
- Děd a bába v nebi: Nebeská satira pro smích a poučení dětí: O 1 jednání s předehrou a dohrou – Praha: nákladem vlastním, 1933

### Próza
- Tetička Krůžalka: kresba ženy ze Slovácka – Praha: Borský a Šulc, 1924
- Ohnivá krev: dvě povídky z Moravského Slovácka – Praha-Žižkov: Borský a Šulc, 1926
- Hore dědinů: povídky a humoresky z Moravského Slovácka – Praha: Leopold Mazáč, 1927
- Na důlní samotě. Díl první; předmluva J. Voborník – Praha: Karel Voleský, 1931
- Na důlní samotě. Díl druhý – Praha: Karel Voleský, 1931
- Sestřička Petra Zemana: dívčí román; ilustroval Fr. Horník – Praha: Gustav Voleský, 1934
- Zorka a Mirek jedou…: veselé i vážné příběhy dětství; ilustroval J. F. Blažek – Olomouc: R. Promberger, 1937
- Z našich dědin: drobná próza z mých cest moravským Slováckem – Uherské Hradiště: Kiesswetter, 1940
- Povídky slunného kraje; kresby L. Knoblochová-Brabcová – Praha: Kvasnička a Hampl, 1944
- Kordulík nestárne: humoresky a povídky ze Slovácka; obálka a kresby Lídy Knoblochové-Brabcové – Praha: Jan Svátek, 1946
- Pohádkový koutek; obálka, ilustrace L. Knoblochová-Brabcová – Praha: Jan Svátek, 1946
- Kalužové: román – Praha: Kvasnička a Hampl, 1947
- Ohnivá krev: tři povídky z Moravského Slovácka; ilustrace Ludmila Knoblochová-Brabcová – Hradec Králové: František Šupka, 1948

### Hudebnina
- Slovácké koledy: klavír s podloženým textem; sebrali a upravili B. Dubňanská, K. Matějovec. Praha: Státní nakladatelství krásné literatury, hudby a umění, 1958